# Ignaców (gmina Przyłęk)
Ignaców – wieś w Polsce położona w województwie mazowieckim, w powiecie zwoleńskim, w gminie Przyłęk. Ma status sołectwa.
| SIMC    | Nazwa       | Rodzaj                          |
| ------- | ----------- | ------------------------------- |
| 1058830 | Budy        | część wsi (zniesiona w 2023 r.) |
| 1059395 | Podpiskorze | część wsi (zniesiona w 2023 r.) |

W latach 1975–1998 miejscowość należała administracyjnie do województwa radomskiego.
Wierni Kościoła rzymskokatolickiego należą do parafii św. Stanisława Biskupa i św. Małgorzaty w Janowcu.